# دانييل روتشيلد (جنرال)
اللواء دانييل روتشيلد (بالعبرية: דניאל רוטשילד‏) (من مواليد 1946) هو لواء متقاعد في الجيش الإسرائيلي، ويشغل منصب رئيس معهد السياسة والاستراتيجية (IPS)، وهو مركز أبحاث إسرائيلي في مدرسة لودر للحكم والدبلوماسية والاستراتيجية في مركز هرتسليا متعدد التخصصات في هرتسليا، وهو رئيس سلسلة مؤتمر هرتسليا السنوية.
كما يرأس روتشيلد مجلس السلام والأمن، وهي جمعية إسرائيلية لخبراء الأمن القومي، وهو عضو في المجلس الاستشاري للبنك المركزي الإسرائيلي ورئيس مجلس أمناء كلية أفيكا للهندسة.
خلال خدمته كمنسق لنشاطات الحكومة في المناطق، لعب روتشيلد دوراً هاماً في المفاوضات التي أدت إلى اتفاقيات السلام بين إسرائيل والأردن والفلسطينيين. وكان عضواً في الوفد الإسرائيلي إلى محادثات السلام مع الأردنيين والفلسطينيين في مدريد وواشنطن العاصمة، وترأس الوفد الإسرائيلي في محادثات السلام الثنائية التي عقدت في القاهرة، وكان روتشيلد أيضاً عضواً بارزاً في الوفد الإسرائيلي إلى محادثات باريس الاقتصادية للتفاوض على الاتفاقية الاقتصادية الإسرائيلية الفلسطينية.

## روابط خارجية
- مديرية IPS
- نبذة عن مؤسسي NETACS
- مجلس السلام والأمن
- الغرفة التجارية القنصلية
- حفل كوكتيل مع اللواء داني روتشيلد - تم تنظيمه في ديلراي بيتش، فلوريدا في 23 مارس 2005، من قبل أصدقاء الجامعة العبرية الأمريكيين